# کاراحسن‌لی (قره‌عیسی‌لی)
کاراحسن‌لی (به ترکی استانبولی: Karahasanlı) یک منطقهٔ مسکونی در ترکیه است که در کارایسالی واقع شده‌است.